# Christian Geulen
Christian Geulen (nacido en 1969 en Münster) es un historiador y profesor universitario alemán.
Christian Geulen, hijo del literato y profesor universitario de Münster Hans Geulen, estudió historia y ciencias sociales en las universidades de Münster, Bielefeld y Baltimore. En 2002 recibió su doctorado de la Universidad de Bielefeld. Desde octubre de 2009, Geulen es profesor universitario de historia moderna y contemporánea y su didáctica en la Universidad de Koblenz-Landau en Koblenz. Es uno de los editores de la revista en línea Geschichte der Gegenwart ('Historia del Presente').
Es autor de:
- Wahlverwandte. Rassendiskurs und Nationalismus im späten 19 Jahrhundert ('Familiares electivos. Discurso racial y nacionalismo a finales del siglo XIX'). Hamburger Edition, Hamburgo 2004.
- Geschichte des Rassismus. Beck, Múnich 2007. (Hay edición en castellano: Breve historia del racismo, Madrid, Alianza Editorial, 2010)[1]
- con Naika Foroutan y otros: Das Phantom „Rasse“. Zur Geschichte und Wirkungsmacht von Rassismus ('El fantasma raza. Sobre la historia y el impacto del racismo'). Böhlau, Viena/Colonia/Weimar 2018.
- con Karoline Tschuggnall: Aus einem deutschen Leben. Lesarten eines biographischen Interviews ('De una vida alemana. Lecturas de una entrevista biográfica'). Edición Discord, Tubinga 2000.
- con Anne von der Heiden, Burkhard Liebsch: Vom Sinn der Feindschaft ('Del significado de la enemistad'). Academia, Berlín 2003.